# ターセム・シン
ターセム・シン（Tarsem Singh, 1961年5月26日 - ）はインド出身の映画監督・映像作家・CMディレクター。

## 経歴
パンジャーブ州ジャランダル出身。父親は航空機のエンジニア。インド・デリーにあるHansraj College卒業の後、24歳でアメリカに渡る。カリフォルニア・パサデナのArt Center College of Designを卒業。以後、MTVやテレビCMの演出などで活動する。
2000年、『ザ・セル』で初の映画監督を務める。

## 作品

### 映画
- ザ・セル The Cell (2000)
- 落下の王国 The Fall (2006)
- インモータルズ -神々の戦い- Immortals (2011）
- 白雪姫と鏡の女王 Mirror Mirror (2012)
- セルフレス/覚醒した記憶 SELF/LESS (2015) [1]

### ドラマ
- エメラルドシティ（2017）

### PV
- アン・ヴォーグ「ホールド・オン」（1990）
- スザンヌ・ヴェガ「Tired of Sleeping」（1990）

- R.E.M.「ルージング・マイ・レリジョン」（1991）
- ドリーム・アカデミー「ラブ」（1991）
- ドリーム・ウォリアーズ 「My Definition Of A Boombastic Jazz Style」（1991）
- ルー・リード「What's Good」（1992）
- ヴァネッサ・パラディ「ビー・マイ・ベイビー」（1992）

- ディープ・フォレスト「スウィート・ララバイ」（1994）
- レディー・ガガ「911」（2020）

### CM
- スミノフ
- ナイキ
- リーバイス
- ペプシ
- Miller Lite